# 26544 Ajjarapu
26544 Ajjarapu è un asteroide della fascia principale. Scoperto nel 2000, presenta un'orbita caratterizzata da un semiasse maggiore pari a 2,6885448 au e da un'eccentricità di 0,1039378, inclinata di 4,67780° rispetto all'eclittica.
L'asteroide è dedicato alla studentessa statunitense Avanthi Sai Ajjarapu.